# Actephila anthelminthica
Actephila anthelminthica là một loài thực vật có hoa trong họ Diệp hạ châu. Loài này được Gagnep. mô tả khoa học đầu tiên năm 1925.